# عطر الصيف
عطر الصيف (بالكورية: 여름향기)‏ هو مسلسل كوري جنوبي من إنتاج عام 2003، من بطولة سونغ سيونغ هون، سون يي جين، ريو جين، وهان جي هاي. يعتبر هذا المسلسل الجزء الثالث من سلسلة المسلسلات الدرامية «حب لا نهاية له» التي تستند إلى فصول السنة والتي أخرجها يون سوك هو. عُرض المسلسل على قناة KBS2 من 7 تموز/يوليو إلى 9 أيلول/سبتمبر 2003، يومي الاثنين والثلاثاء في تمام الساعة 21:55 (بتوقيت كوريا الجنوبية)، مكوناً مجموعة من 20 حلقة.

## القصة
كان حب يو مينو (سونغ سيونغ هيون) الأول هو سيو أونهي (شين آي). إلا أن أونهي، تتعرض لحادث سيارة وتموت. دون علم مينو، يقرر والداها التبرع بأعضائها. أما شيم هايون (سون يي جين) فتعاني من مرض قلبي قد يكون مميتًا منذ طفولتها. وبمعجزة، تكتشف أنها ستحصل على قلب من متبرعة، المتوفاة أونهي.
يعاني مينو، من ألم فقدان حبيبته، فيسافر إلى إيطاليا للدراسة، ولا تزال ذكريات أونهي، عالقة في قلبه. عندما يعود إلى كوريا، يغير القدر مجرى حياته ويجمع بين هايون ومينو. عندما يلتقيان لأول مرة في المطار، ينبض قلب هايون (قلب أونهي) بشكل غريب عندما تكون بجانب مينو.
بارك جونغجي (ريو جين) خطيب هايون. شقيقته الصغرى، بارك جونغآه (هان جي هيه)، تلتقي بمينو في إيطاليا وتقع في حبه. في هذه الأثناء، يشعر مينو، بالذنب تجاه أونهي، لأن مشاعره العاطفية تتجدد باستمرار قرب هايون.
بالصدفة، عُيّن مينو، مديرًا فنيًا لمشروع جونغجي «عطر الصيف»، وهايون بائعة أزهار. أخفيا لقاءهما السابق في الغابة، وتبادلا التحية بارتباك كما لو أنهما لم يلتقيا قط. خلال المشروع، ازداد شغفهما، وبدأ مينو يُدرك أوجه التشابه بين أون هايون. من ناحية أخرى، تعتقد هايون أن نبضات قلبها تتسارع كلما اقترب مينو. سرعان ما أثار شغفهما شكوك جونغآه. لكن جونغجي اختار غض الطرف عن الأمر لأنه يُحب هايون بشدة. حينها، حان دور هايون لتتساءل إن كانت مشاعرها تجاه مينو حقيقية، أم أنها نتيجة فسيولوجية لمشاعر أونهي السابقة تجاهه. نتيجةً لذلك، قررت ترك مينو، محاولةً إخفاء شعورها بالذنب تجاه جونغجي وجونغآه. عادت إلى جانب جونغجي ووافقت على الزواج منه.
لنسيان هايون، قرر مينو، المغادرة إلى إيطاليا إلى أجل غير مسمى، ولكن فقط بعد رؤيتها للمرة الأخيرة. في حفل زفاف هايون، ألقى مينو، نظرة أخيرة عليها ثم غادر. مع اقتراب مينو، أشار قلب هايون مرة أخرى إلى وجوده، وبالتالي تنبهت، رأت مينو، يغادر. في محاولة يائسة للإمساك بمينو، انهارت هايون. هرع مينو بـ هايون إلى المستشفى مع وصول جونغجي بعد ذلك بقليل. جونغجي، غاضبًا من مينو لتسببه في انهيار هايون، يطلب منه المغادرة إلى إيطاليا لكن مينو يوافق على المغادرة فقط بعد أن تستعيد هايون وعيها. بعد فترة وجيزة، استيقظت هايون ومنع جونغجي الغاضب بشدة مينو من رؤيتها، وأمره بالمغادرة على الفور. ومع ذلك، وافق مينو، على المغادرة فقط بعد أن وعدته هايون بإجراء عملية جراحية في القلب، لأن عدم إجراء العملية يعني وفاتها بالتأكيد.
بعد وصوله إلى إيطاليا بفترة وجيزة، تلقى مينو، رسالة تُبلغه بوفاة هايون أثناء العملية. في ذلك الواقع، نجت من العملية الأولى وسافرت إلى الولايات المتحدة لإجراء عملية زرع قلب أخرى.
بعد ثلاث سنوات، وفي قلبه ذكريات هايون، يعود مينو إلى كوريا مديرًا لمركز فني. خلال غيابه، خضعت هايون لعملية زرع قلب بعد الجراحة الأولى، ثم سافرت إلى الولايات المتحدة لإجراء عملية زرع أخرى. في طريقه إلى مركز الفنون، وفي طريقها إلى نزولها بعد الولادة، يلتقيان مجددًا. يُشير نبض قلب هايون الجديد غير الطبيعي إلى وجود مينو، وبالتالي، يُؤكد حبهما لبعضهما البعض، مرةً وإلى الأبد، على صدق حبهما.

## الممثلون
- سونغ سيونغ هيون في دور يو مينو
- سون يي جين في دور شيم هايون
- ريو جين في دور بارك جونغجي
- هان جي هيه في دور بارك جونغآه
- شين آي في دور سيو أونهي
- جو أون سوك في دور أوه جانغمي
- آن جونغ هون في دور جي دايبونغ
- كيم هاي سوك في دور والدة مينو
- كيم يونغ جون في دور والد جونغجي
- ها جاي يونغ
- كانغ جي هوان في دور زوج جونغآه (الجزء الثاني، الحلقة 20)